# Trichobius frequens
Trichobius frequens är en tvåvingeart som beskrevs av Peterson och Hurka 1974. Trichobius frequens ingår i släktet Trichobius och familjen lusflugor. Inga underarter finns listade i Catalogue of Life.